# Bad Boys (film)
Bad Boys – amerykańska komedia sensacyjna z 1995 roku w reżyserii Michaela Baya. Główne role zagrali Martin Lawrence i Will Smith.

## Fabuła
Detektyw Marcus Burnett (Martin Lawrence) i detektyw Mike Lowrey (Will Smith) są oficerami w policji w Miami. Lowrey jest bogatym playboyem, i  przeciwieństwem Burnetta, męża z trójką dzieci.
Jednej nocy ze skarbca policji zostaje skradziona heroina warta 100 milionów dolarów. Sprawą zajmują się Mike i Marcus, ponieważ to była ich największa zdobycz w całej karierze. Teraz muszą się zmierzyć z ultimatum danym przez Wydział Spraw Wewnętrznych. Jeśli nie zdobędą narkotyków w ciągu 5 dni, wydział narkotykowy w którym pracują zostanie rozwiązany. W ciągu ich śledztwa odkrywają, że jeden z członków gangu, Eddie Dominguez (Emmanuel Xuereb), przywłaszcza sobie część heroiny. Dominguez zostaje zastrzelony przez francuskiego króla narkotyków Foucheta (Tchéky Karyo), który zabija także przyjaciółkę Lowreya, Max (Karen Alexander). Jedynym świadkiem tej zbrodni jest współlokatorka Max, Julie Mott (Téa Leoni).
Julie nie chce zeznawać bez Lowreya, który jest czasowo nieosiągalny, więc Burnett jest zmuszony do podszycia się pod niego aby zdobyć zeznania świadka. Aby być bardziej wiarygodnym, Burnett zabiera Julie do mieszkania Lowreya, do którego sam musi się wprowadzić. Lowrey w tym czasie przeprowadza się do domu Burnetta. Lowrey w czasie śledztwa grał Burnetta, a Burnett – Lowreya.
Podczas gdy nadal starają się złapać Złych chłopców (bad boys). (W filmie śpiewają oni piosenkę o tytule „Bad Boys”).

## Obsada
- Martin Lawrence – Detektyw Marcus Burnett
- Will Smith – Detektyw Mike Lowrey
- Téa Leoni – Julie Mott
- Tchéky Karyo – Fouchet
- Joe Pantoliano – Kapitain Howard
- Theresa Randle – Theresa Burnett
- Marg Helgenberger – Kapitan Alison Sinclair

## Sukces komercyjny
Film z 23-milionowym budżetem okazał się sukcesem i zarobił w Ameryce 65,8 miliona dolarów i 75 milionów poza nią. Przyniósł więc producentom ponad 140 milionów dolarów zysku. Otworzył także drzwi do sukcesu młodym aktorom, Willowi Smithowi, Martinowi Lawrence'owi i reżyserowi Michaelowi Bayowi.
Z powodu popularności Smitha, Lawrence'a i Baya, Bad Boys kontynuowali swój sukces w telewizji, na kasetach VHS i płytach DVD.

## Ścieżka dźwiękowa
Oficjalna ścieżka dźwiękowa Bad Boys została wydana w marcu 1995 roku przez wytwórnię Sony. Na płycie znalazły się głównie piosenki hip-hopowe oraz R&B.
Lista utworów:
1. Shy Guy – Diana King
2. So Many Ways (Bad Boys Version) – Warren G
3. Five O, Five O (Here They Come) – 69 Boyz
4. Boom Boom Boom – Juster
5. Me Against the World – 2Pac
6. Someone to Love – Jon B. feat. Babyface
7. I've Got a Little Something for You – MN8
8. Never Find Someone Like You – Keith Martin
9. Call the Police – Ini Kamoze
10. B Side – Da Brat feat. The Notorious B.I.G.
11. Work Me Slow – Xscape
12. Clouds of Smoke – Call O' Da Wild
13. Juke-Joint Jezebel – KMFDM
14. Bad Boys' Reply – Inner Circle featuring TEK
15. Theme from Bad Boys – Mark Mancina